# Lijst van voetbalinterlands Litouwen - Wit-Rusland
Deze lijst van voetbalinterlands is een overzicht van alle officiële voetbalwedstrijden tussen de nationale teams van Litouwen en Wit-Rusland. De buurlanden speelden tot op heden elf keer tegen elkaar. De eerste ontmoeting, een vriendschappelijke wedstrijd, werd gespeeld in Vilnius op 20 juli 1992. Het laatste duel, een groepswedstrijd tijdens de UEFA Nations League 2020/21, vond plaats op 15 november 2020 in Minsk.

## Wedstrijden
| №  | Plaats  | Datum            | Competitie                  | Wedstrijd              | Uitslag |
| -- | ------- | ---------------- | --------------------------- | ---------------------- | ------- |
| 1  | Vilnius | 20 juli 1992     | Vriendschappelijk           | Litouwen – Wit-Rusland | 1 – 1   |
| 2  | Vilnius | 29 juli 1995     | Vriendschappelijk           | Litouwen – Wit-Rusland | 1 – 1   |
| 3  | Minsk   | 31 juli 1996     | Vriendschappelijk           | Wit-Rusland – Litouwen | 2 – 2   |
| 4  | Minsk   | 7 juni 1998      | Vriendschappelijk           | Wit-Rusland – Litouwen | 5 – 0   |
| 5  | Vilnius | 19 augustus 1998 | Vriendschappelijk           | Litouwen – Wit-Rusland | 0 – 3   |
| 6  | Minsk   | 28 april 2004    | Vriendschappelijk           | Wit-Rusland – Litouwen | 1 – 0   |
| 7  | Vilnius | 17 augustus 2005 | Vriendschappelijk           | Litouwen – Wit-Rusland | 1 – 0   |
| 8  | Kaunas  | 11 augustus 2010 | Vriendschappelijk           | Litouwen – Wit-Rusland | 0 – 2   |
| 9  | Minsk   | 7 juni 2012      | Vriendschappelijk           | Wit-Rusland – Litouwen | 1 – 1   |
| 10 | Vilnius | 11 oktober 2020  | UEFA Nations League 2020/21 | Litouwen − Wit-Rusland | 2 − 2   |
| 11 | Minsk   | 15 november 2020 | UEFA Nations League 2020/21 | Wit-Rusland − Litouwen | 2 − 0   |

## Samenvatting
| Competitie          | Totaal gespeeld | Winst Litouwen | Gelijk | Winst Wit-Rusland | Doelsaldo Litouwen – Wit-Rusland |
| ------------------- | --------------- | -------------- | ------ | ----------------- | -------------------------------- |
| UEFA Nations League | 2               | 0              | 1      | 1                 | 2 − 4                            |
| Vriendschappelijk   | 9               | 1              | 4      | 4                 | 6 − 16                           |
| Totaal              | 11              | 1              | 5      | 5                 | 8 − 20                           |

LFF · A-internationals · Bondscoaches · Statistieken · Litouws vrouwenelftal · Olympisch elftal · Litouwen U21 · Litouwen U20 · Litouwen U19 · Litouwen U18 · Litouwen U17 · Litouwen U16
1923 – 1929 ·
1930 – 1939 ·
1940 – 1949 ·
1950 – 1989 · 
1990 – 1999 ·
2000 – 2009 ·
2010 – 2019 ·
2020 − 2029
1923 · 
1924 · 
1925 · 
1926 · 
1927 · 
1928 · 
1929 · 
1930 · 
1931 · 
1932 · 
1933 · 
1934 · 
1935 · 
1936 · 
1937 · 
1938 · 
1939 · 
1940 · 
1941–1944 · 
1945 · 
1946 · 
1947 · 
1948 · 
1949 · 
1950–1955 · 
1956 · 
1957–1978 · 
1979 · 
1980–1989 · 
1990 · 
1991 · 
1992 · 
1993 · 
1994 · 
1995 · 
1996 · 
1997 · 
1998 · 
1999 · 
2000 · 
2001 · 
2002 · 
2003 · 
2004 · 
2005 · 
2006 · 
2007 · 
2008 · 
2009 · 
2010 · 
2011 · 
2012 · 
2013 · 
2014 · 
2015 · 
2016 · 
2017 ·
2018 ·
2019 ·
2020 ·
2021
Albanië ·
Andorra ·
Argentinië ·
Armenië ·
Azerbeidzjan ·
België ·
Bosnië en Herzegovina ·
Brazilië ·
Bulgarije ·
Chili ·
Cyprus ·
Denemarken ·
Duitsland ·
Egypte ·
Engeland ·
Estland ·
Faeröer ·
Finland ·
Frankrijk ·
Georgië ·
Gibraltar ·
Griekenland ·
Hongarije ·
Ierland ·
IJsland ·
Indonesië ·
Iran ·
Israël ·
Italië ·
Joegoslavië ·
Jordanië ·
Kazachstan ·
Koeweit ·
Kosovo ·
Kroatië ·
Letland ·
Liechtenstein ·
Luxemburg ·
Mali ·
Malta ·
Moldavië ·
Montenegro ·
Nieuw-Zeeland ·
Noord-Ierland ·
Noord-Macedonië ·
Noorwegen ·
Oekraïne ·
Oostenrijk ·
Polen ·
Portugal ·
Roemenië ·
Rusland ·
San Marino ·
Saoedi-Arabië ·
Schotland ·
Servië ·
Servië en Montenegro ·
Slovenië ·
Slowakije ·
Spanje ·
Tsjechië ·
Turkije ·
Turkmenistan ·
Verenigde Arabische Emiraten ·
Wit-Rusland ·
Zweden ·
Zwitserland
BFF · A-internationals · Bondscoaches · Statistieken · Wit-Russisch vrouwenelftal · Olympisch elftal · W-Rusland U21 · W-Rusland U19 · W-Rusland U18 · W-Rusland U17 · W-Rusland U16
1990 – 1999 · 
2000 – 2009 · 
2010 – 2019 ·
2020 − 2029
1992 · 
1993 · 
1994 · 
1995 · 
1996 · 
1997 · 
1998 · 
1999 · 
2000 · 
2001 · 
2002 · 
2003 · 
2004 · 
2005 · 
2006 · 
2007 · 
2008 · 
2009 · 
2010 · 
2011 · 
2012 · 
2013 ·
2014 ·
2015 ·
2016 ·
2017 ·
2018 ·
2019 ·
2020 ·
2021 ·
2022 ·
2023
Albanië · 
Andorra · 
Argentinië · 
Armenië · 
Azerbeidzjan · 
Bahrein ·
België ·
Bosnië en Herzegovina · 
Bulgarije · 
Canada · 
Cyprus · 
Denemarken · 
Duitsland · 
Ecuador · 
Egypte · 
Engeland · 
Estland · 
Finland · 
Frankrijk · 
Gabon ·
Georgië · 
Griekenland · 
Hongarije · 
Honduras · 
Ierland ·
IJsland · 
India ·
Iran · 
Israël · 
Italië ·
Japan ·
Jordanië · 
Kazachstan ·
Kirgizië · 
Kosovo ·
Kroatië · 
Letland · 
Libië · 
Liechtenstein ·
Litouwen · 
Luxemburg · 
Malta · 
Mexico ·
Moldavië · 
Montenegro · 
Nederland · 
Nieuw-Zeeland ·
Noord-Ierland ·
Noord-Macedonië ·  
Noorwegen · 
Oekraïne · 
Oezbekistan · 
Oman · 
Oostenrijk · 
Peru · 
Polen · 
Roemenië · 
Rusland · 
San Marino · 
Saoedi-Arabië · 
Schotland · 
Slovenië · 
Slowakije · 
Spanje ·
Syrië ·
Tadzjikistan · 
Tsjechië · 
Tunesië · 
Turkije · 
Verenigde Arabische Emiraten · 
Wales · 
Zuid-Korea · 
Zweden · 
Zwitserland